# Merenre II
Merenre II (Antiemsaf II, Nemtiemsaf II, Merenre II Antiemsaf, Merenre II Nemtiemsaf) –  władca starożytnego Egiptu z okresu Starego Państwa, z VI dynastii. Przez niektórych autorów (Schneider) nazywany Antiemsafem lub Nemtiemsafem (na skutek rozbieżności w odczytywaniu tego imienia), gdyż według nich imię Merenre jest nieprawidłową formą imienia tronowego, spowodowaną prawdopodobnie błędem starożytnego pisarza przy przepisywaniu tekstów.

## Lata panowania
- ok. 2180 p.n.e. (Schneider)
- 2219 p.n.e.-2218 p.n.e. (Kwiatkowski)

## Rodzina
Merenre był  synem  faraona Pepiego II i jego przyrodniej siostry a zarazem żony – Neit (córki Pepiego I i Anchnesmerire I). Żoną Merenre była królowa Nitokris.

## Rządy
Według Papirusu turyńskiego i Listy Królów z Abydos pomiędzy Pepim II a Nitokris w Egipcie rządziło 5 lub 3 władców. Byli oni najprawdopodobniej synami Pepiego II. Rezydowali w Memfis. W trakcie ich panowania postępował upadek kraju – pogłębiał się kryzys gospodarczy, szczególnie rolnictwa, spowodowany niskimi wylewami Nilu, nasilały się walki o wpływy i władzę między poszczególnymi nomarchami, a władza centralna stopniowo traciła swój autorytet.
Jednym z tych władców był Merenre II. Jego rządy trwały krótko, zaledwie jeden rok. Zgodnie z tradycją antyczną został on zamordowany, a jego śmierć została pomszczona przez Nitokris, która potem sama popełniła samobójstwo. Część badaczy uważa, że jest to tylko legenda. Jedynym dokumentem pozostałym z czasów rządów Merenrego jest dekret chroniący kult babki władcy Anchnesmerire I i matki Neit, który zachował się w zespole grobowym Neit w południowej Sakkarze. Miejsce pochówku władcy jak dotąd nie zostało odnalezione.

## Tytulatura
| G5 |

| G5 |

| S29 | HASH | N16 · N16 |

| S29 | HASH | N16 · N16 |

| S29 | HASH | N16 · N16 |

| S29 | HASH | N16 · N16 |

| G5 |

| G5 |

| S29 | HASH | N16 · N16 |

| S29 | HASH | N16 · N16 |

| S29 | HASH | N16 · N16 |

| S29 | HASH | N16 · N16 |

| M23 · X1 | L2 · X1 |

| M23 · X1 | L2 · X1 |

| N5 | U7 · N35 | G39 | G17 | V16 · I9 |

| N5 | U7 · N35 | G39 | G17 | V16 · I9 |

| N5 | U7 · N35 | G39 | G17 | V16 · I9 |

| N5 | U7 · N35 | G39 | G17 | V16 · I9 |

| M23 · X1 | L2 · X1 |

| M23 · X1 | L2 · X1 |

| N5 | U7 · N35 | G39 | G17 | V16 · I9 |

| N5 | U7 · N35 | G39 | G17 | V16 · I9 |

| N5 | U7 · N35 | G39 | G17 | V16 · I9 |

| N5 | U7 · N35 | G39 | G17 | V16 · I9 |

| G39 | N5 |

| G39 | N5 |

| G10 | G17 | V18 | I9 |

| G10 | G17 | V18 | I9 |

| G10 | G17 | V18 | I9 |

| G10 | G17 | V18 | I9 |

| G39 | N5 |

| G39 | N5 |

| G10 | G17 | V18 | I9 |

| G10 | G17 | V18 | I9 |

| G10 | G17 | V18 | I9 |

| G10 | G17 | V18 | I9 |